# Hinterviertel
Als Hinterviertel bezeichnet man Teile von Schlachttieren nach der Zerlegung (sinngemäß „hintere Viertel“). Dafür wird das Tier erst der Länge nach entlang der Wirbelsäule gespalten (halbiert) und dann zwischen zwei Wirbeln und entlang der damit verbundenen Rippe in der Körpermitte getrennt, wodurch vier Teile entstehen. Neben je einem Hinterviertel links und rechts gibt es die beiden Vorderviertel. Die Hinterviertel werden in der Regel in weiterer Folge zuerst grob und dann fein in weitere Teilstücke zerlegt. 

Das Hinterviertel besteht aus der Pistole (mit großer und kleiner Bavette), der großen Bavette, der kleinen Bavette, dem Knöpfel und der Platte. Ein Hinterviertel ohne Flankenstück bezeichnet man nur als Pistole.